# نیره ابتهاج سمیعی
نیره ابتهاج سمیعی (زاده ۱۲۹۳ – درگذشته ۳۱ فروردین ۱۳۹۶) سیاستمدار ایرانی و نماینده رشت حد فاصلِ سالهای ۱۳۴۵ تا ۱۳۵۷ در دوره‌های ۲۱، ۲۲، ۲۳ و ۲۴ مجلس شورای ملی است. بود. او یکی از نخستین شش زنی است که به مجلس مجلس شورای ملی را یافت و اولین زنی ایرانی بود که نیابت رئیس مجلس را به عهده گرفت و نخستین زنی است که از استان گیلان به مجلس شورای ملی راه یافته است.

## خانواده و تحصیلات
نیره سمیعی فرزند یوسف ابتهاج سمیعی در سال ۱۲۹۳ در رشت به دنیا آمد. او تحصیلات اولیه خود را تا کلاس هشتم که در رشت ممکن بود در مدرسه فروغ (مدرسه آمریکای رشت) و سپس مدرسه آمریکایی تهران که شبانه‌روزی بود طی کرد و در رشته ادبیات فارسی مدرک کارشناسی گرفت. او مجدداً نیز در رشته زبان انگلیسی به تحصیل پرداخت و نخستین زنی بود که از دانشگاه تهران مدرک لیسانس زبان انگلیسی را دریافت کرد.
او اولین دختر از خانواده سمیعی بود که با پسری خارج از این خانواده ازدواج کرد. پس از مدتی همسر او خواست زن دیگری بگیرد و سمیعی از وی جدا شد. سمیعی در شهر رشت مجدداً ازدواج کرد. پس از کشف حجاب سمیعی که دارای فرزند بود پس از ۱۷ سال ترک تحصیل در رشته زبان دانشکده ادبیات دانشگاه تهران پذیرفته شد. او همزمان در مدرسه آمریکایی تهران تدریس می‌کرد.

## فعالیتهای اداری و سیاسی
سمیعی پس از فارغ‌التحصیلی به عنوان دبیر به خدمت در آموزش پرورش پرداخت و در امور اجتماعی نیز فعالیت می‌کرد. از فعالیتهای اجتماعی وی می‌توان به موارد زیر اشاره کرد:
عضو انجمن زنان گیلان، بنگاه حمایت از مادران و نوزادان، نایب رئیس جمعیت شیر و خورشید سرخ و عضو هیئت مدیره شیرخوارگاه رشت، عضو انجمن حمایت از مبارزه با سرطان، عضو درمانگاه خیریه «دولتیل»، عضو کمیسیون بین‌المللی شورای عالی زنان، عضو سازمان زنان ایران، عضو انجمن فارغ التحصیلان دانشکده دماوند، نایب رئیس هیئت امنای دانشکده دماوند، عضو هیئت امنای تکنیکوم نفیسی، عضو هیئت امنا و دبیر مدرسه بین‌المللی «کامیونیتی اسکول»، سرپرستی جمعیت فارغ التحصیلان آمریکایی برای ۵ دوره، عضو «باشگاه روتاری» و رئیس کلوپ زونتای بین‌المللی
نیره ابتهاج سمیعی به همراه پنج زن دیگر هاجر تربیت، شوکت ملک جهانبانی، فرخرو پارسا، مهرانگیز دولتشاهی و نزهت نفیسی اولین زنانی بودند که در سال ۱۳۴۲ وارد مجلس شورای ملی شدند. وی که عضو حزب ایران نوین بوده و با ۴ دوره حضور در مجلس شورای ملی یکی از طولانی‌ترین دوران حضور در مجلس شورای ملی را در بین زنان حاضر در مجلس داشت. او نخستین زنی ایرانی است که نیابت مجلس را در دوره‌های ۲۲ و ۲۳ مجلس شورای ملی به عهده گرفته است و همچنین نخستین بانویی است که از استان گیلان به مجلس شورای ملی راه یافته است وی همچنین در دوره‌های ۲۲ و ۲۳ نایب رئیس مجلس بود.
سمیعی ابتدا در کانون مترقی عضویت داشت و پس از ایجاد حزب ایران نوین به این حزب پیوست. او عضو اصلی شورای مرکزی «فراکسیون پارلمانی حزب ایران نوین» بود و پس از دستور محمدرضا پهلوی مبنی بر ایجاد یک حزب واحد به عضویت حزب رستاخیز درآمد. او همچنین در دوران عضویت در حزب ایران نوین جهت در کنگره «شورای زنان» در آمریکا، «کنگره جهانی زنان» در شوروی و فرانسه، «کنفرانس بین المجالس» حضور یافت.
نیره ابتهاج سمیعی به پاس فعالیت‌هایش نشان درجه ۳ همایون، مدال تاجگذاری و مدال جشن‌های ۲۵۰۰ ساله را دریافت کرد.
پس از انقلاب ۱۳۵۷، اموالش توسط دولت جمهوری اسلامی تصرف شد. بعد از انقلاب ۱۳۵۷ و تغییرات پیش آمده او از فعالیتهای سیاسی کناره‌گیری کرد و مدتی را در آمریکا به‌سر برد و خاطراتش را در گفتگو با شیرین سمیعی در بنیاد مطالعات ایران ثبت و ضبط کرد. سپس به ایران برگشته و در دهکده ساحلی بندر انزلی سکنی گزید و بعد از مدتی به رشت نقل مکان کرد تا اینکه در ۳۱ فروردین ۱۳۹۶ در سن ۱۰۳ سالگی درگذشت.

## پیشینه انتخاباتی
تعداد آرای او به تفکیک ادواری که سمت نمایندگی یافت عبارت است از:
- آرای دوره ۲۱: ۳۳۰۰۱ از کل آرا: ۵۱۵۰۱
- آرای دوره ۲۴: ۲۰۰۳۸ ۲ از کل آرا: ۷۰۷۰۶
- آرای دوره ۲۲: ۱۲۹۶۹ از کل آرا: ۱۸۲۴۸
- آرای دوره ۲۳: ۴۰۳۳۱ از کل آرا: ۴۰۷۲۱